# Temperatura ambiente

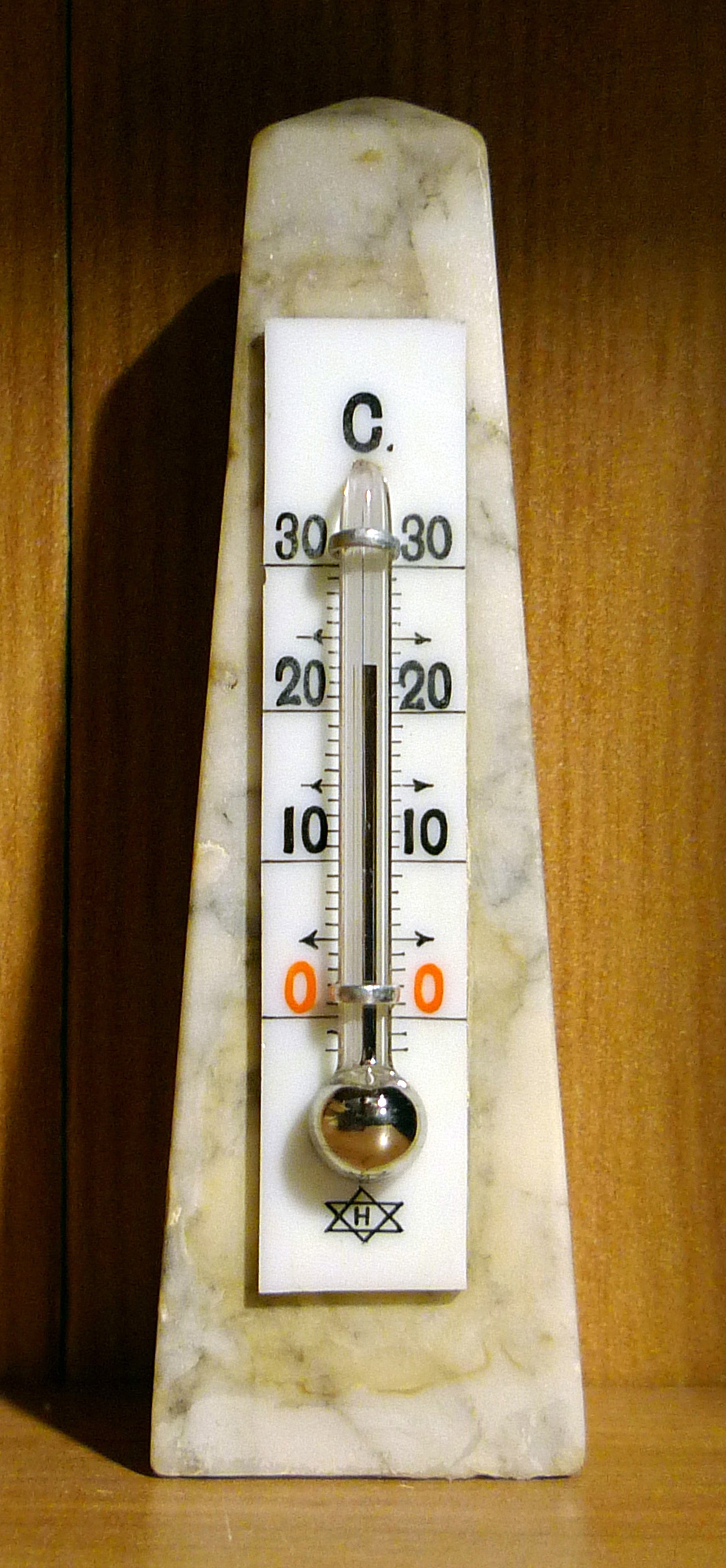
El termómetro de mercurio se utiliza para la medida de la temperatura ambiente

La temperatura ambiente es el rango de temperaturas del aire que la gente prefiere para lugares cerrados, en el cual no se siente ni frío ni calor cuando se usa ropa de casa. La Real Academia Española lo define como la temperatura ordinaria en torno a un cuerpo. Este rango comprende entre los 20 y los 25 °C. El rango para regular la temperatura que ofrecen los dispositivos de control climático es de entre 15 y 30 °C.[cita requerida]

## Uso científico
La temperatura normal del medio ambiente en lugares cálidos es usualmente tomada de 20 a 25 °C (293 a 298 K, 68 a 77 °F).[cita requerida] Por conveniencia numérica, se utiliza 300 K (26.85 °C, 80.33 °F) ocasionalmente, sin ser especificada esta como «temperatura ambiente».[cita requerida] Sin embargo, la temperatura ambiente no es un término científico uniformemente definido, a diferencia de la temperatura y presión estándar, o TPE, que tiene definiciones ligeramente distintas.